# Swiss movie
Swiss movie (englisch; Schweizerischer Film, Eigenschreibweise swiss.movie) ist ein Verband und Organisationsträger für den Schweizer nichtprofessionellen Film.

## Geschichte
1935 wurde der «Bund Schweizerischer Film-Amateure» (BSFA) gegründet. Verschiedene Namensanpassungen haben im Laufe der Jahre zur Bezeichnung swiss.movie geführt. swiss.movie ist die älteste Organisation in der Schweiz, die sich dem unabhängigen Film widmet.

## Mitglieder
Mitglieder sind rund 30 Film- und Videoklubs in der ganzen Schweiz und dem Fürstentum Liechtenstein, über 500 aktive Filmer sowie 1000 den Klubs angeschlossene Förderer. Ausserdem können Institutionen und Filmteams Mitglied werden, die ausserhalb der Klubs organisiert sind, und Jungfilmer, welche über die Schweizerischen Jugendfilmtage an die Festivals gelangen. Auch Einzelmitglieder werden zugelassen.

## Ziele
Der Verein  fördert den Amateurfilm in all seinen Ausprägungen unbesehen von deren Herkunft und leistet mit Angeboten im Bereich Ausbildung und Wissensvermittlung einen Beitrag zur Förderung des Filmes in der Schweiz.
Zu diesem Zweck führt Swiss movie einen jährlichen nationalen Wettbewerb durch, der von der Ebene der Mitglieder, der Klubs, den regionalen Festivals bis zur Schweizermeisterschaft führt. Eine Auswahl dieser Filmarbeiten wird einerseits in die «Filmothek» aufgenommen und andererseits den angeschlossenen Klubs zur Verfügung gestellt. swiss.movie ist Mitglied der Weltvereinigung der Filmer, der UNICA, und nimmt jährlich mit einer Filmauswahl an deren Weltmeisterschaften teil.

## Aktivitäten
Die Festivals auf regionaler, nationaler und internationaler Ebene sind eine Leistungsschau der nichtprofessionellen Filmerei. Der Verein pflegt eine Partnerschaft zu den Schweizerischen Jugendfilmtagen, für deren Gründung er im Jahre 1976 massgeblich mitverantwortlich gewesen ist.